# Novoburassky (huyện)
Huyện Novoburassky (tiếng Nga: ? райо́н) là một huyện hành chính tự quản (raion), của Tỉnh Saratov, Nga. Huyện có diện tích 1710 kilômét vuông, dân số thời điểm ngày 1 tháng 1 năm 2000 là 18600 người. Trung tâm của huyện đóng ở Novye Burasy.